# Ді-Вітт (Міссурі)
Ді-Вітт (англ. De Witt) — місто (англ. city) в США, в окрузі Керролл штату Міссурі. Населення — 83 особи (2020).

## Географія
Ді-Вітт розташоване за координатами 39°23′6″ пн. ш. 93°13′12″ зх. д. / 39.38500° пн. ш. 93.22000° зх. д. (39.384880, -93.219913).  За даними Бюро перепису населення США в 2010 році місто мало площу 0,62 км², уся площа — суходіл.

## Демографія
Згідно з переписом 2010 року, у місті мешкали 124 особи в 49 домогосподарствах у складі 33 родин. Густота населення становила 199 осіб/км².  Було 56 помешкань (90/км²).
Расовий склад населення:
| - 90,3 % — білих - 5,6 % — чорних або афроамериканців |

До двох чи більше рас належало 4,0 %. Частка іспаномовних становила 0,8 % від усіх жителів.
За віковим діапазоном населення розподілялося таким чином: 25,8 % — особи молодші 18 років, 54,0 % — особи у віці 18—64 років, 20,2 % — особи у віці 65 років та старші. Медіана віку мешканця становила 43,7 року. На 100 осіб жіночої статі у місті припадало 93,8 чоловіків;  на 100 жінок у віці від 18 років та старших — 87,8 чоловіків також старших 18 років.
Середній дохід на одне домашнє господарство  становив 40 492 долари США (медіана — 36 875), а середній дохід на одну сім'ю — 49 915 доларів (медіана — 51 250). За межею бідності перебувало 10,9 % осіб, у тому числі 4,3 % дітей у віці до 18 років та 16,7 % осіб у віці 65 років та старших.
Цивільне працевлаштоване населення становило 49 осіб. Основні галузі зайнятості: транспорт — 24,5 %, роздрібна торгівля — 16,3 %, виробництво — 10,2 %, мистецтво, розваги та відпочинок — 10,2 %.